# Paulien van Dooremalen

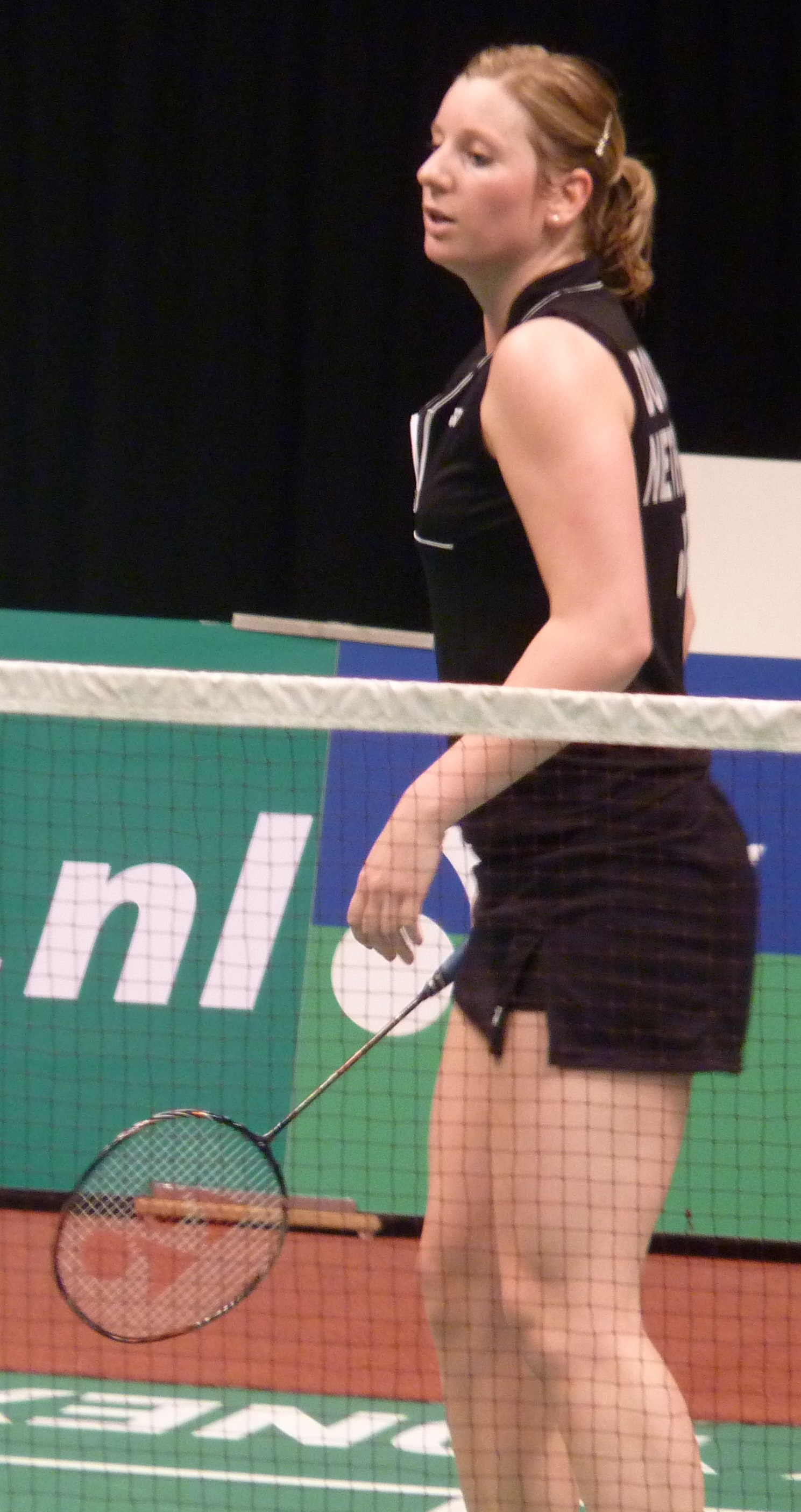
Paulien van Dooremalen, 2010

Paulien van Dooremalen (* 4. Juli 1985 in Deventer) ist eine niederländische Badmintonspielerin.

## Karriere
Paulien van Dooremalen wurde 2006 Zweite bei den Dutch International und siegte dort im Jahr darauf. 2008 wurde sie niederländische Meisterin im Mixed, 2010 im Damendoppel. Im Jahr zwischen den beiden Titelgewinnen gewann sie die Swedish International Stockholm.

## Sportliche Erfolge
| Saison | Veranstaltung                   | Disziplin   | Platz | Name                                       |
| ------ | ------------------------------- | ----------- | ----- | ------------------------------------------ |
| 2006   | Dutch International             | Mixed       | 2     | Wouter Claes / Pauline van Dooremalen      |
| 2007   | Dutch International             | Damendoppel | 1     | Pauline van Dooremalen / Rachel van Cutsen |
| 2008   | Niederländische Meisterschaft   | Mixed       | 1     | Ruud Bosch / Pauline van Dooremalen        |
| 2009   | Swedish International Stockholm | Damendoppel | 1     | Rachel van Cutsen / Paulien van Dooremalen |
| 2010   | Niederländische Meisterschaft   | Damendoppel | 1     | Lotte Jonathans / Pauline van Dooremalen   |
| 2010   | Spanish International           | Damendoppel | 2     | Lotte Jonathans / Paulien van Dooremalen   |